# 前95年
| 千纪： | 前1千纪 |
| 世纪： | 前2世纪 \| 前1世纪 \| 1世纪                                                                                 |
| 年代： | 前120年代 \| 前110年代 \| 前100年代 \| 前90年代 \| 前80年代 \| 前70年代 \| 前60年代                         |
| 年份： | 前100年 \| 前99年 \| 前98年 \| 前97年 \| 前96年 \| 前95年 \| 前94年 \| 前93年 \| 前92年 \| 前91年 \| 前90年 |
| 纪年： | 西汉太始二年                                                                                                |

## 大事记
- 塞琉古國王塞琉古六世被廢黜，腓力一世和安條克十一世繼位成為塞琉古的共同統治者。
- 提格兰二世成为亚美尼亚国王

## 出生
- 小加图

## 逝世
- 刘义 (代王)